# Réserve faunique des Laurentides
Pour les articles homonymes, voir Laurentides.
La réserve faunique des Laurentides, aussi connue sous son ancien nom de parc des Laurentides, fait partie du réseau des réserves fauniques du Québec (Canada) gérées par le ministère des Forêts, de la Faune et des Parcs et la Société des établissements de plein air du Québec. Elle occupe une bonne partie du territoire situé entre les villes de Saguenay et de Québec.

## Histoire

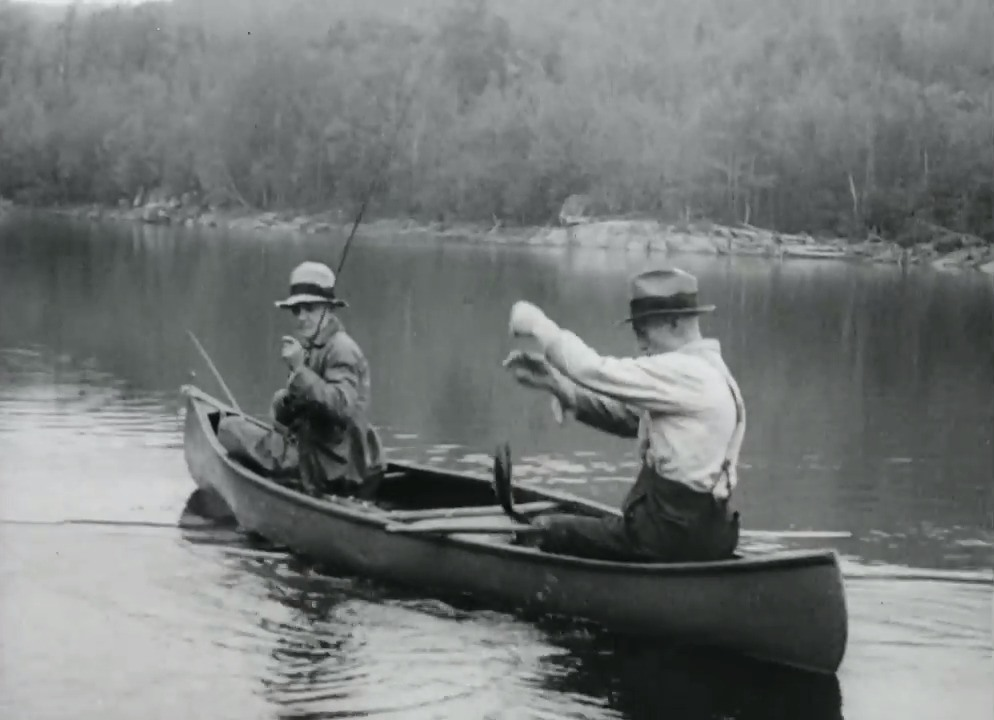
La rivière Pikauba, en 1940.

Le sentier des Jésuites, premier chemin à traverser le secteur est défriché en 1676 et relie Québec au lac Saint-Jean en trois jours en passant par le lac Saint-Charles, la vallée de la rivière Jacques-Cartier jusqu'au lac Jacques-Cartier, la rivière Pikauba, la rivière aux Écorces et la rivière Métabetchouane. Ce sentier est utilisé jusqu'en 1700.
Le premier chemin plus ou moins carrossable, la route de Québec permet dès 1877 de relier Métabetchouan au lac Saint-Jean à Québec en 48 heures. Le chemin est abandonné à partir de 1880, en partie parce que les postiers lui préfèrent celui de Saint-Urbain et aussi à la suite de la construction du chemin de fer Quebec and Lake St-John, qui est complété en 1888. Le débat pour la création du « parc national des Laurentides » débute en décembre 1894. Thomas Fortin, coureur des bois originaire de Saint-Urbain, dans la région de Charlevoix, propose la création du parc. Il en sera le gardien et le développeur pendant de longues années. Edmund James Flynn, alors commissaire des Terres de la Couronne, dit s'inspirer pour sa loi des parcs nationaux de Yellowstone aux États-Unis, des Montagnes-Rocheuses aux Territoires du Nord-Ouest et du parc Algonquin en Ontario. Le territoire est composé de terres non-concédées à l'agriculture au nord de Québec. La limite nord correspond au 48e parallèle nord donnant au parc une superficie initiale de 6 555 km2. La loi entre en vigueur le 15 janvier 1895.
En 1944 et 1945, des travaux d'arpentage permettent de mettre en place la route actuelle, la route 175, inaugurée en 1948. Le parc étant d'accès limité, il y avait des barrières aux trois entrées de la route pour vérifier les allées et venues. Ces barrières sont éliminées en 1977. On retrouve au centre du trajet une halte routière nommée L'Étape, située sur les berges du lac Jacques-Cartier, et le poste de la Police provinciale. Après un incendie, ceux-ci sont démolis en 2005. En 2009, on y retrouve une vieille chapelle, plusieurs chalets, un restaurant franchisé reconstruit, le poste de la Patrouille Secours (une unité spéciale du ministère des Transports du Québec spécialisée dans la désincarcération des véhicules accidentés dans la réserve faunique), un véhicule ambulancier et une caserne de la CTAQ.

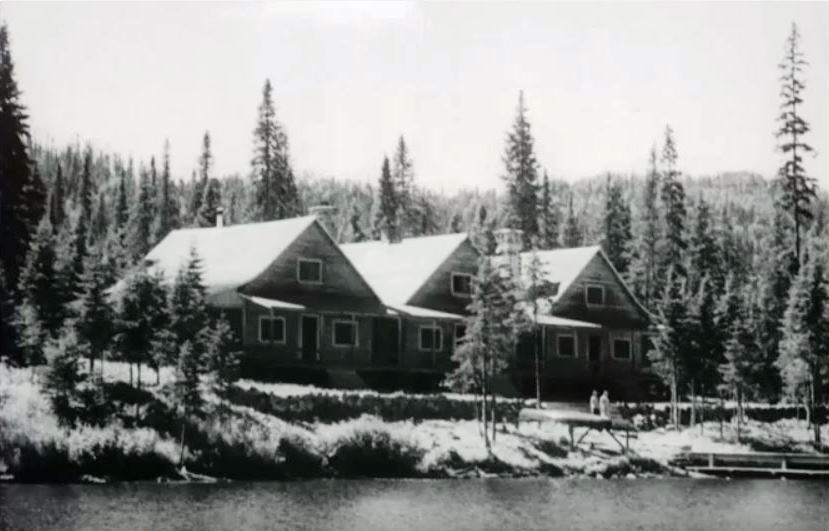
Portes-de-l'Enfer, en 1940.

En juillet 1952, une station radar de la ligne Pinetree a été établie au mont Apica, au centre de la réserve, dans le cadre de l'établissement d'une ligne de défense de l'Amérique du Nord contre les bombardiers provenant d'Union soviétique. La station radar a été fermée en 1993.
En 1981, la réserve est amputée de deux portions de son territoire à sa bordure sud et à sa bordure est pour permettre la création, respectivement, du parc national de la Jacques-Cartier et du parc national des Grands-Jardins.
La pratique traditionnelle de la chasse à l'orignal chez les communautés autochtones cause des différends entre les Hurons-Wendat et les Montagnais de Mashteuiatsh.

## Géographie
Comme son nom l'indique, la réserve est comprise dans la chaîne de montagne des Laurentides, et plus particulièrement le massif du Lac Jacques-Cartier. C'est un territoire essentiellement montagneux, dont le sommet le plus haut, le mont Belle Fontaine, culmine à 1151 m.
La réserve faunique de 7 861 km2 est située dans les régions de la Capitale-Nationale, du Saguenay–Lac-Saint-Jean et de la Mauricie. Elle partage ses limites avec la zec Mars-Moulin au nord-est, la zec des Martres, le parc national des Grands-Jardins et la forêt Montmorency à l'est, le parc national de la Jacques-Cartier au sud, la zec Batiscan-Neilson à l'ouest, la zec de la Rivière-Blanche à l'ouest et la zec Kiskissink au nord-ouest. La réserve enclave aussi les réserves écologiques Thomas-Fortin et Victor-A.-Huard. Une partie à l'est de la réserve fait partie de la réserve de la biosphère de Charlevoix.

## Patrimoine naturel

### Végétation
Le parc des Laurentides fait partie de la forêt boréale. On y retrouve principalement des sapins, des épinettes et des bouleaux blancs. Le domaine bioclimatique varie selon l'altitude, soit de la sapinière à bouleau jaune plus au sud, allant jusqu'à certains endroits à la pessière noire à cladonie sur certains sommets secs.

### Faune
Insectes, mammifères, oiseaux et poissons cohabitent dans la réserve faunique des Laurentides.

#### Insectes

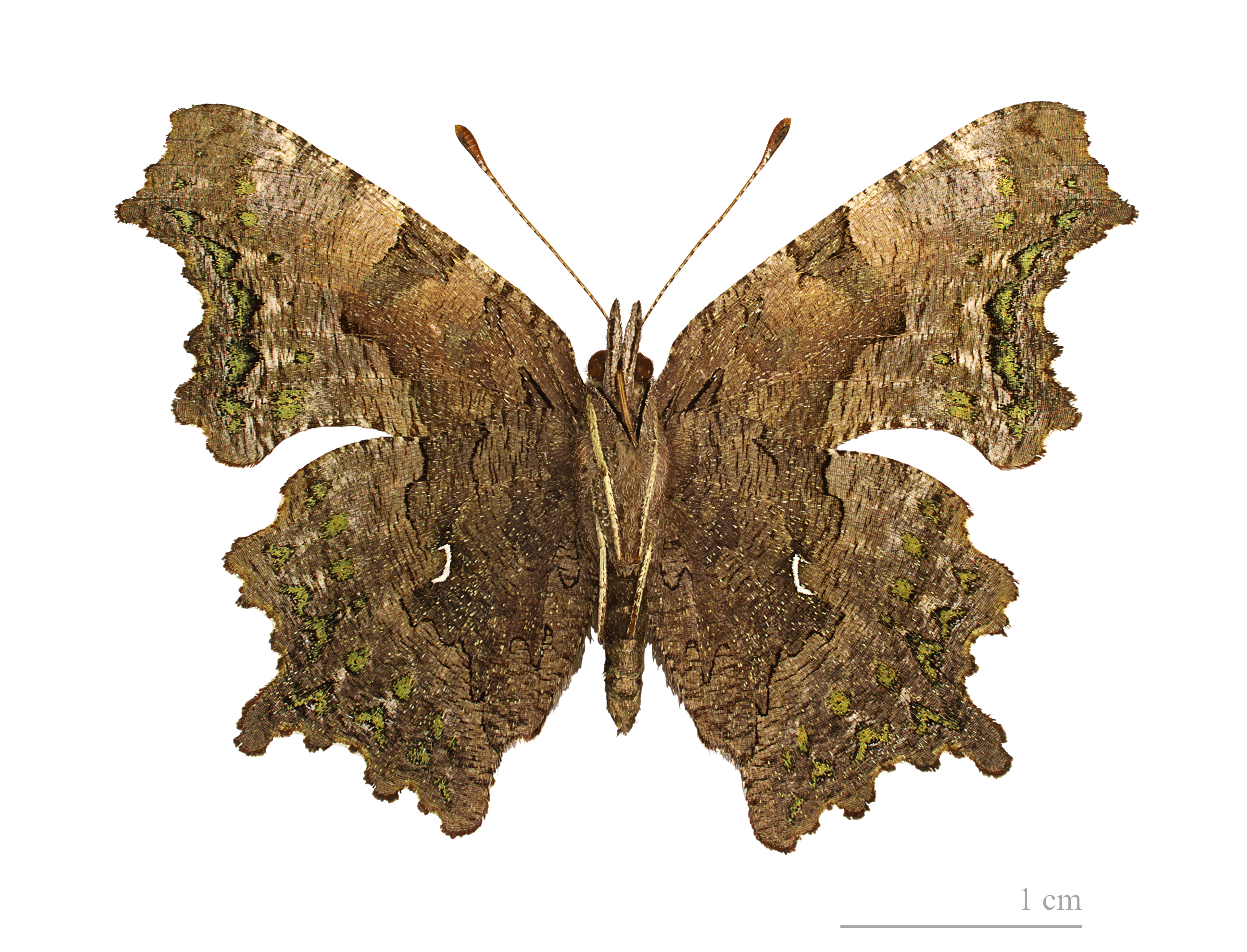
Polygonia faunus - Muséum de Toulouse, récolté au camp Mercier

- Polygone à taches vertes (Polygonia faunus)
- Histeridae (Mylabris quadripunctata)

#### Mammifères
- Caribous (réintroduits dans les années 60-70 après la destruction du cheptel original)[10]
- Castors
- Cougars (aperçu de plus en plus dans certains secteurs précis)[11]
- Lièvres d’Amérique
- Loups
- Lynx
- Martres d'Amérique
- Orignaux
- Ours noir
- Pékans (dans certains secteurs)[réf. nécessaire]
- Porcs-épics
- Renards

#### Oiseaux

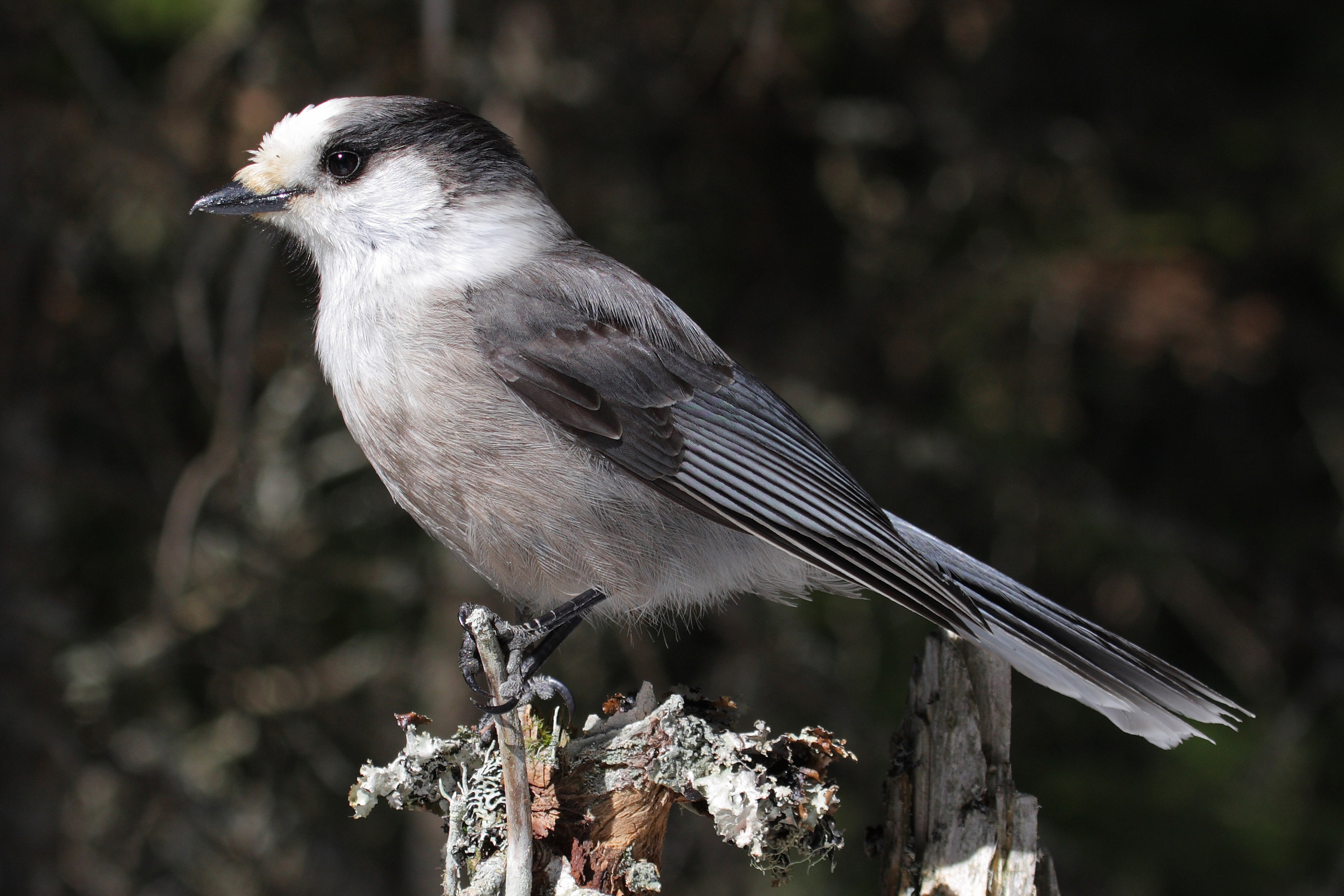
Mésangeai du Canada

- Gélinotte huppée
- Grand Héron
- Plongeon huard
- Tétras du Canada

#### Poissons
- Omble chevalier
- Ouananiche
- Omble de fontaine (truite mouchetée)
- Touladi (truite grise)

## Activités et installations

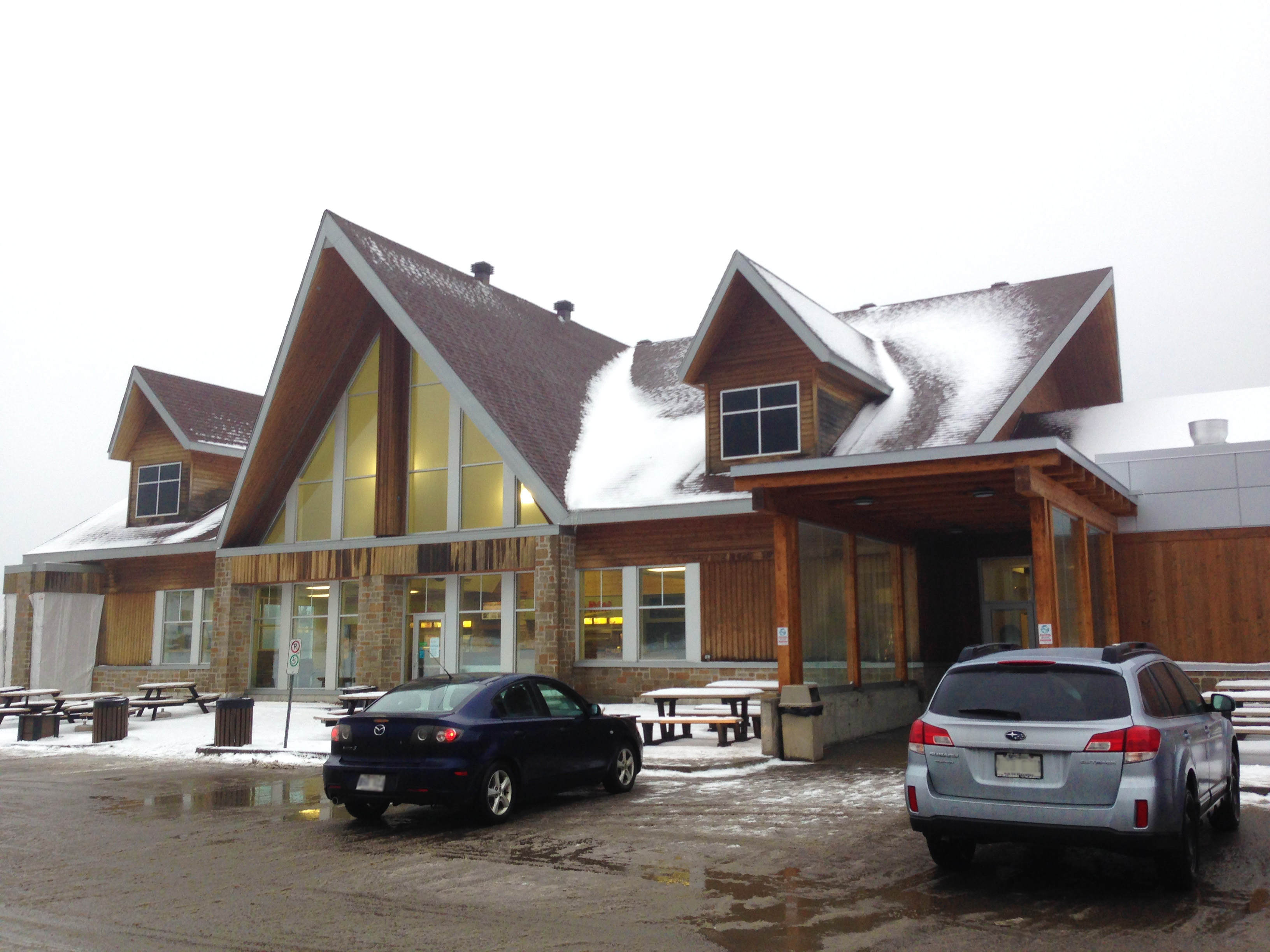
L'Étape

Au milieu de la réserve faunique des Laurentides, aux abords du lac Jacques-Cartier, on trouve  l'Étape, une halte routière très fréquentée, avec ses traditions culinaires, comme les tites soucisses dans le bacon, et faire le plein d'essence. Cette halte est la seule entre Stoneham et Hébertville (Lac-Saint-Jean) ou Saguenay.
Tout près, on trouve un poste de patrouille secours (pinces de désincarcération) ainsi qu'un poste ambulancier. On y trouve aussi le poste d'accueil la Loutre avec ses chalets et plusieurs emplacements de camping avec ou sans services. 
Plus au sud, au km 94, on trouve le poste d'accueil du Camp Mercier avec 19 chalets. 
On peut y pratiquer la pêche, la chasse au petit et gros gibier, le ski de fond, la raquette ainsi que la motoneige selon les saisons (sur le sentier provincial de motoneige seulement).

## Accès
La route 175, nommée boulevard Talbot en l'honneur d'Antonio Talbot, député de Chicoutimi et ministre de la voirie sous Maurice Duplessis, traverse la réserve faunique entre la ville de Québec la ville de Saguenay. C'est une route qui comptait, selon les secteurs, une ou deux voies dans chaque direction. D'importants travaux entrepris en 2006 et terminés en 2012 ont fait en sore que la route compte maintenant deux voies dans chaque direction.
La route 169 débute quant à elle dans la réserve faunique à une intersection avec la route 175 et permet de se rendre à Hébertville au Lac Saint-Jean. Cette route compte une ou deux voies dans chaque direction, selon les secteurs.

## Hommages
La rue Thomas-Fortin a été nommée en l'honneur de cette personne qui propose la création du parc en 1895 mais aussi en celui qui contribue à l'organisation de ce vaste territoire mais il en est aussi le gardien principal pendant plusieurs décennies. La rue est située dans la ville de Québec depuis 2011.